# علي نصر
علي نصر (بالفارسية: سید علی نصر) هو كاتب مسرحي وسياسي إيراني، ولد في 1891 في طهران في إيران، وتوفي في 1961.